# Geoje
Geoje là một thành phố ở tỉnh Gyeongsang Nam, Hàn Quốc. Daewoo Shipbuilding & Marine Engineering (tên cũ là Daewoo Shipyard) ở Okpo và Samsung Heavy Industries (SHI) ở Gohyeon đều nằm ở đảo Geoje. Thành phố gồm nhiều đảo, trong đó đảo lớn nhất là đảo Geoje.

## Khí hậu
| Dữ liệu khí hậu của Geoje                | Dữ liệu khí hậu của Geoje | Dữ liệu khí hậu của Geoje | Dữ liệu khí hậu của Geoje | Dữ liệu khí hậu của Geoje | Dữ liệu khí hậu của Geoje | Dữ liệu khí hậu của Geoje | Dữ liệu khí hậu của Geoje | Dữ liệu khí hậu của Geoje | Dữ liệu khí hậu của Geoje | Dữ liệu khí hậu của Geoje | Dữ liệu khí hậu của Geoje | Dữ liệu khí hậu của Geoje | Dữ liệu khí hậu của Geoje |
| Tháng                                    | 1                         | 2                         | 3                         | 4                         | 5                         | 6                         | 7                         | 8                         | 9                         | 10                        | 11                        | 12                        | Năm                       |
| ---------------------------------------- | ------------------------- | ------------------------- | ------------------------- | ------------------------- | ------------------------- | ------------------------- | ------------------------- | ------------------------- | ------------------------- | ------------------------- | ------------------------- | ------------------------- | ------------------------- |
| Trung bình ngày tối đa °C (°F)           | 7.3 (45.1)                | 9.4 (48.9)                | 13.2 (55.8)               | 18.3 (64.9)               | 22.6 (72.7)               | 25.5 (77.9)               | 27.6 (81.7)               | 29.4 (84.9)               | 26.4 (79.5)               | 21.9 (71.4)               | 15.4 (59.7)               | 9.7 (49.5)                | 18.9 (66.0)               |
| Trung bình ngày °C (°F)                  | 2.5 (36.5)                | 4.3 (39.7)                | 8.2 (46.8)                | 13.2 (55.8)               | 17.5 (63.5)               | 21.0 (69.8)               | 24.3 (75.7)               | 25.6 (78.1)               | 21.9 (71.4)               | 16.6 (61.9)               | 10.3 (50.5)               | 4.7 (40.5)                | 14.2 (57.6)               |
| Tối thiểu trung bình ngày °C (°F)        | −1.6 (29.1)               | −0.4 (31.3)               | 3.2 (37.8)                | 8.1 (46.6)                | 12.7 (54.9)               | 17.0 (62.6)               | 21.6 (70.9)               | 22.4 (72.3)               | 18.1 (64.6)               | 12.0 (53.6)               | 5.6 (42.1)                | 0.3 (32.5)                | 9.9 (49.8)                |
| Lượng Giáng thủy trung bình mm (inches)  | 41.0 (1.61)               | 59.9 (2.36)               | 113.8 (4.48)              | 177.0 (6.97)              | 235.1 (9.26)              | 269.9 (10.63)             | 426.4 (16.79)             | 335.6 (13.21)             | 200.7 (7.90)              | 63.6 (2.50)               | 54.7 (2.15)               | 29.7 (1.17)               | 2.007,3 (79.03)           |
| Số ngày giáng thủy trung bình (≥ 0.1 mm) | 4.7                       | 5.3                       | 7.5                       | 9.5                       | 9.1                       | 11.1                      | 14.8                      | 11.5                      | 9.2                       | 4.9                       | 5.4                       | 3.8                       | 96.8                      |
| Độ ẩm tương đối trung bình (%)           | 53.6                      | 53.4                      | 56.5                      | 59.0                      | 65.2                      | 71.7                      | 78.1                      | 74.6                      | 70.9                      | 65.2                      | 61.2                      | 55.4                      | 63.7                      |
| Số giờ nắng trung bình tháng             | 163.2                     | 178.6                     | 201.3                     | 216.8                     | 232.2                     | 187.2                     | 147.3                     | 183.1                     | 172.5                     | 206.2                     | 165.9                     | 167.9                     | 2.204,9                   |
| Nguồn:                                   |                           |                           |                           |                           |                           |                           |                           |                           |                           |                           |                           |                           |                           |